# Rio 400 1998
Rio 400 var den femte deltävlingen i CART World Series säsongen 1998. Tävlingen kördes den 10 maj på Jacarepaguà i Rio de Janeiro, Brasilien. Greg Moore tog sin första seger för säsongen, vilket förstärkte hans mästerskapsledning, även om tvåan Alex Zanardi bara tappade tre poäng på Moore i Brasilien. Moore var marginell på att ta sig i mål med bränslemängd, men kunde ändå ta sig förbi Zanardi under den sista stinten.

## Slutresultat
| Plats | Förare               | Team                     | Grid | Kvaltid |
| ----- | -------------------- | ------------------------ | ---- | ------- |
| 1     | Greg Moore           | Forsythe Racing          | 7    | 39,293  |
| 2     | Alex Zanardi         | Chip Ganassi Racing      | 2    | 39,164  |
| 3     | Adrián Fernández     | Patrick Racing           | 12   | 39,769  |
| 4     | Bryan Herta          | Team Rahal               | 6    | 39,255  |
| 5     | Michael Andretti     | Newman/Haas Racing       | 8    | 39,359  |
| 6     | Jimmy Vasser         | Chip Ganassi Racing      | 13   | 39,822  |
| 7     | Richie Hearn         | Della Penna Motorsports  | 28   | -       |
| 8     | Bobby Rahal          | Team Rahal               | 10   | 39,489  |
| 9     | Maurício Gugelmin    | PacWest Racing           | 21   | 40,295  |
| 10    | JJ Lehto             | Hogan Racing             | 22   | 40,433  |
| 11    | Mark Blundell        | PacWest Racing           | 18   | 40,195  |
| 12    | Alex Barron          | All American Racing      | 24   | 40,927  |
| 13    | P.J. Jones           | All American Racing      | 23   | 40,884  |
| 14    | Arnd Meier           | Davis Racing             | 19   | 40,241  |
| 15    | Hiro Matsushita      | Arciero-Wells Racing     | 26   | 41,159  |
| 16    | Al Unser Jr.         | Marlboro Team Penske     | 27   | -       |
| 17    | Patrick Carpentier   | Forsythe Racing          | 17   | 40,176  |
| 18    | Scott Pruett         | Patrick Racing           | 15   | 39,981  |
| 19    | Dario Franchitti     | Team KOOL Green          | 1    | 39,005  |
| 20    | Gualter Salles       | Payton/Coyne Racing      | 14   | 39,930  |
| 21    | Christian Fittipaldi | Newman/Haas Racing       | 5    | 39,204  |
| 22    | André Ribeiro        | Marlboro Team Penske     | 16   | 40,058  |
| 23    | Hélio Castroneves    | Bettenhausen Motorsports | 11   | 39,594  |
| 24    | Michel Jourdain Jr.  | Payton/Coyne Racing      | 25   | 41,001  |
| 25    | Paul Tracy           | Team KOOL Green          | 9    | 39,477  |
| 26    | Gil de Ferran        | Walker Racing            | 4    | 39,177  |
| 27    | Tony Kanaan          | Tasman Motorsports       | 3    | 39,176  |
| 28    | Max Papis            | Arciero-Wells Racing     | 20   | 40,304  |